# Gynerium sagittatum
Gynerium sagittatum ist ein Süßgras und die einzige Art der Gattung Gynerium und der Tribus Gynerieae aus der Unterfamilie der Panicoideae. Sein natürliches Verbreitungsgebiet ist Mittel- und Südamerika.

## Beschreibung
Das Süßgras wird inklusive Blütenstand 2 bis 10, gelegentlich bis 15 Meter hoch. Es bildet sowohl an der Bodenoberfläche Ausläufer als auch unterirdische Rhizome. Die Ausläufer brechen häufig von der Mutterpflanze ab, so dass mehrere selbständige Pflanzen entstehen. Die Halmknoten sind massiv, die Halme werden von den langen Blattscheiden vollständig umhüllt. Die Blätter stehen zweizeilig an den Halmen, sie sind in eine Blattscheide, die den Halm umfasst, und eine Blattspreite gegliedert. Am Übergang der beiden Blattteile befindet sich die häutige, bewimperte Ligula, sie kann auch nur aus den Haaren bestehen. Die Blattspreite ist nicht geöhrt, bezitzt an der Basis aber Haarbüschel. Die Blattspreite wird 1,5 bis 2 m lang, sie ist lanzettlich bis länglich-lanzettlich, an den Rändern durch nach vorne gerichtete Schuppen rau. Die unteren Blattspreiten fallen mit der Zeit ab, während die Blattbasen an der Pflanze verbleiben.
Die zweihäusige Pflanze bildet einen endständigen, rispigen, bis 1,3 m großen Blütenstand. Die weiblichen Blüten stehen in zweiblütigen Ährchen. Die untere Hüllspelze ist kleiner und in der Textur dünner als die obere. Die Deckspelzen besitzen am Ende lange, seidige Haare, aber keine Grannen. Es sind zwei häutige, nicht verwachsene Lodiculae verwachsen, diese sind gelegentlich mit einigen Haaren besetzt. Neben zwei Griffeln findet man in der weiblichen Blüte auch zwei rudimentär ausgebildete Staubblätter. Die weiblichen Ährchen brechen an zwei Stellen, jeweils unterhalb der Deckspelzen, auseinander. Die männlichen Blüten stehen zu zwei bis vier zusammen in Ährchen. Ihre Hüllspelzen sind ungefähr gleich groß, die Deckspelzen sind häutig, kahl oder kurz behaart. Auch hier finden sich zwei nicht verwachsene Lodiculae. Es sind zwei Staubblätter und ein rudimentärer Fruchtknoten vorhanden. Die Frucht ist eine längliche Karyopse.
Die Chromosomenzahl beträgt 2n = 44.

## Verbreitung und Standortansprüche
Durch seine Flexibilität hat sich Gynerium sagittatum weit verbreitet. So findet es von den Antillen und Mexiko im Norden bis in Chile und Argentinien im Süden, an der Pazifikküste im Westen und im Amazonasbecken im Osten. Entsprechend vielfältig ist auch das Erscheinungsbild der Pflanze. Klimatisch findet sich Gynerium sagittatum im Feuchtgebiet des Amazonasbeckens ebenso, wie in den Wüsten der peruanischen Küste.

## Systematik und Forschungsgeschichte
Die Erstbeschreibung unter dem Namen Saccharum sagittatum stammt von Aublet. Palisot de Beauvois stellte später eine eigene Gattung, Gynerium, für dieses Gras auf. Der Name stammt aus den griechischen Wörtern Gyne (γυνε: weiblich) und erion (εριον: Wolle) und bezieht sich auf die Eigenschaften der weiblichen Blüten diese zweihäusigen Gattung.
Die Gattung umfasst nur diese Art. Man kann aber drei Varietäten unterscheiden:
- Gynerium sagittatum var. glabrum Renvoize & Kalliola: Sie kommt in Bolivien vor.[5]
- Gynerium sagittatum var. sagittatum: Sie kommt von Mexiko bis ins tropische Amerika vor.[5]
- Gynerium sagittatum var. subandinum Renvoize & Kalliola: Sie kommt in Bolivien vor.[5]

Gynerium wurde aufgrund des schilfartigen Wuchses zu den Arundineae (Unterfamilie Arundinoideae) gerechnet. Erste Untersuchungen ribosomaler DNA brachten unterschiedliche Ergebnisse: Gynerium in einer breit gefassten Unterfamilie Arundinoideae oder Gynerium als Verwandte zu den Panicoideae und Centothecoideae. Untersuchungen mit erweiterten Daten bestätigten die Einordnung in der Nähe der Panicoideae und Centothecoideae, die genaue Stellung blieb aber unsicher. Deshalb schlugen Sánchez-Ken und Clark 2001 eine eigene Tribus Gynerieae für diese isolierte Gattung vor.
Ein Kladogramm, das die vermuteten Verwandtschaftsverhältnisse wiedergibt:
|  | Centothecoideae                                                     |
|  |                                                                     |
|  | \| \| Gynerium sagittatum \| \| \| \| \| \| Panicoideae \| \| \| \| |
|  |                                                                     |
|  | Gynerium sagittatum                                                 |
|  |                                                                     |
|  | Panicoideae                                                         |
|  |                                                                     |

|  | Gynerium sagittatum |
|  |                     |
|  | Panicoideae         |
|  |                     |

|  | Centothecoideae                                                     |
|  |                                                                     |
|  | \| \| Gynerium sagittatum \| \| \| \| \| \| Panicoideae \| \| \| \| |
|  |                                                                     |
|  | Gynerium sagittatum                                                 |
|  |                                                                     |
|  | Panicoideae                                                         |
|  |                                                                     |

|  | Gynerium sagittatum |
|  |                     |
|  | Panicoideae         |
|  |                     |

## Verwendung

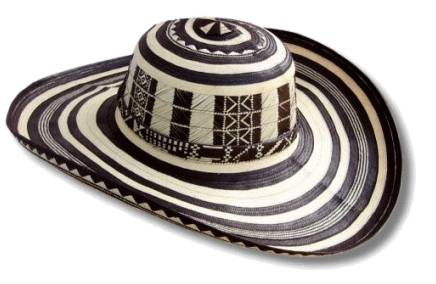
Sombrero Vueltiao

Gynerium sagittatum wird für die Herstellung von Pfeilen, Harpunen und Speeren verwendet, sowie zur Herstellung von Holzstoff, im Hüttenbau und zur Herstellung von geflochtenen Fasern für Bodenmatten, Körbe und Hüte eingesetzt. Die Fasern werden durch Trocknung der Blattnervatur gewonnen. Die genügsame Pionierpflanze wird auch gelegentlich zur Befestigung von Sanddünen eingesetzt. Die Wurzel hat diuretische Wirkung und das Harz ist sehr süß.
Der Sombrero Vueltiao, traditionelle Kopfbedeckung aus der Küstenregion Kolumbiens, wird aus Gynerium-sagittatum-Fasern hergestellt.